# Armée de libération du peuple de Turquie
L'Armée de libération du peuple de Turquie, Türkiye Halk Kurtuluş Ordusu ou THKO, était un groupe armé d'extrême gauche, fondé officiellement le 4 mars 1971 par des étudiants de l'université technique du Moyen-Orient à Ankara.

## Histoire

### Origine
Les racines du groupe qui va donner naissance à la THKO sont à trouver dans le milieu de la gauche radicale étudiante d'Ankara. L'organisation la plus active est, à partir de 1965, la Fédération de la jeunesse révolutionnaire de Turquie (Türkiye Devrimci Gençlik Federasyonu), plus connue sous l'acronyme de Jeunesse révolutionnaire: DEV-GENÇ. Ce mouvement compte parmi ses membres notamment Deniz Gezmiş, Ulaş Bardakçı, Mahir Çayan, Cihan Alptekin et même le futur fondateur du Parti des Travailleurs du Kurdistan, Abdullah Ocalan. DEV-GENÇ accomplit surtout des actions symboliques, mais certains de ses adhérents estiment qu'il est temps de passer à la lutte armée. Parmi ces partisans de la guerre de guérilla, deux tendances voient le jour. Un groupe, autour de Mahir Çayan, pensent que la priorité est de commencer par une guérilla urbaine. Ce groupe donnera naissance au THKP-C.  L'autre groupe, autour de Hüseyin İnan et de Deniz Gezmiş, estime que la lutte armée en Turquie doit d'abord s'appuyer sur les campagnes. C'est ce groupe qui va créer la THKO,.

### Fondation
Le THKO est fondé le 4 mars 1971 par Hüseyin İnan, Yusuf Aslan, Sinan Cemgil, Deniz Gezmiş et Cihan Alptekin. Un communiqué est distribué aux médias pour annoncer la création et expliquer les objectifs du groupe.

### Actions armées
- Bien que l'organisation n'annonce sa création publiquement que le 4 mars 1971, sa première action armée a déjà lieu le 29 décembre 1970. Le 23 décembre précédent, un étudiant de gauche est gravement blessé lors d'une bagarre avec des étudiants de droite à la Faculté de droit d'Ankara. Il décède des suites de ses blessures le 28. Le groupe qui va devenir la THKO se réunit et décide de venger le militant décédé en organisant une attaque de l'ambassade américaine à Ankara. En effet, le groupe considère que la Turquie est une colonie des États-Unis, et que, par conséquent, ceux-ci seraient responsables de la politique du gouvernement turc. Le soir du 29 décembre, le groupe mitraille le poste de garde situé devant l'ambassade.

- Le 11 janvier 1971 a lieu la première action revendiquée officiellement par la THKO, le braquage d'une banque à Ankara.
- Le 15 février 1971, un groupe tente de piller un dépôt d'armes à Balgat, un district d'Ankara. Le groupe parvient à pénétrer dans le bâtiment, mais le dépôt se révèle vide.

- Le 4 mars 1971, la THKO enlève quatre Américains à Ankara. Ceux-ci seront relâchés le 9 mars suivant. L'action sert principalement à diffuser le communiqué qui rend l'organisation célèbre.

- Le 27 mars 1972, le THKO enlève trois ingénieurs de l'OTAN (deux ressortissants britanniques et un Canadien), travaillant sur une base radar à Ünye. L'opération est exécutée en coopération avec le Parti-Front de libération des peuples de Turquie ou THKP-C, organisation dirigée par Mahir Çayan. Les activistes ont prévu de se cacher dans le village de Kızıldere. Mais, sur une dénonciation, ils sont repérés par la police. Ils se retrouvent assiégés. La police donne l'assaut. À une exception près, tous les membres du groupe ayant participé à l'enlèvement sont tués.

- Le 22 octobre 1972, quatre étudiants, membres de la THKO, détournent un avion de ligne turc avec 69 passagers à bord, après son décollage d'Ankara. L'avion atterrit à Sofia, en Bulgarie. Durant le détournement, un passager et un pilote sont blessés. Ils sont autorisés à quitter l'avion, en même temps que les femmes et les enfants. Les quatre militants, dans leur communiqué, réclament la libération de tous les prisonniers politique de Turquie. Un jour plus tard, ils se rendent aux autorités bulgares.

### Vers la fin de l'organisation

#### Les procès de la THKO
Trois jours après le coup d'État du 12 mars 1971, Deniz Gezmiş et Yusuf Aslan décident de rejoindre Sivas. Mais, en cours de route, ils s'arrêtent pour réparer leur motocyclette. Ils sont dénoncés. Un affrontement avec les forces de police a lieu à Elmalı. Yusuf Aslan est arrêté. Deniz Gezmiş parvient à s'échapper mais, arrivé à Gemerek dans la région de Sivas, il est cerné par la police et arrêté à son tour le 16 mars. Ils sont transférés à Kayseri, puis à Ankara.  
Les principaux dirigeants arrêtés, vont commencer les procès de la THKO. Le premier procès commence le 16 juillet 1971 à Ankara. Il prend fin le 9 octobre 1971. Deniz Gezmiş,Yusuf Aslan et Hüseyin İnan sont condamnés à mort par pendaison. Ils seront exécutés le 6 mai 1972.  
Trois autres procès ont lieu, mais aucune condamnation lourde n'y est prononcée.  

#### Les échecs de Nurhak et de Kızıdere

##### Une tentative de guérilla au Nurhak
Après le coup d'État, un groupe mené par Sinan Cemgil quitte Ankara pour créer un premier camp de la THKO dans la montagne du Nurhak, dans la région d'Elbistan. Leur premier objectif est de prendre d'assaut la base radar de Kürecik. Mais, à la suite d'une dénonciation, ils sont cernés par la gendarmerie le 31 mai 1971. Lors de l'affrontement Sinan Cemgil et ses compagnons sont tués.

##### Kızıdere
Le 27 mars 1972, la THKO a participé à une opération menée en commun avec le THKP-C de Mahir Çayan, qui consiste à enlever trois ingénieurs étrangers. Le 30 mars 1972, à Kızıldere, dans la région de Tokat, les activistes se retrouvent encerclés par plus de deux mille soldats. Ceux-ci ouvrent le feu. Quatre membres de la THKO, dont Cihan Alptekin, périssent, ainsi que les otages et neuf membres du THKP-C, dont Mahir Çayan. Seul le futur écrivain et député Ertuğrul Kürkçü est arrêté vivant. 
À la suite de ces pertes et de ces échecs, l'organisation est de fait décapitée, et elle va cesser toute activité.

## Les thèses et les objectifs de la THKO
L'organisation se réclame du marxisme-léninisme, mais aussi du kémalisme. Elle considère que si Mustafa Kemal Atatürk a mené la première guerre de libération, le moment est venu de mener la « seconde guerre de libération », cette fois contre « l'impérialisme américain ». Ce parallèle sera particulièrement développé lors des procès.
Dans son communiqué du 4 mars 1971, l'organisation énonce ainsi ses objectifs :
- L'Armée de libération du peuple de Turquie considère que la lutte armée est la seule voie possible pour que le peuple de Turquie obtienne son indépendance totale.
- L'Armée de libération du peuple de Turquie appelle tous les patriotes à participer à la lutte. Le combat contre les traîtres ne cessera qu'avec la mort du dernier militant de la THKO.
- Notre but est de libérer notre pays de l'occupation et de l'emprise étrangère, notamment américaine, d'éliminer les traîtres et de créer une Turquie totalement indépendante.
- L'armée de libération du peuple de Turquie constitue la force principale du peuple turc opprimé. Elle ne participera à aucune activité qui aurait un but en contradiction avec notre objectif, qui est l'indépendance totale du pays.
- Nous disons à notre peuple : ne vous laissez pas impressionner par les moyens matériels de l'ennemi, ni par le nombre de ses agents, ni même par sa cruauté. Refusez la soumission devant lui. Nous prendrons nos droits par la force, parce que lui-même ne nous tient que par la force[5],[6].

## Division
L'organisation est sévèrement touchée par le décès de Sinan Cemgil, Kadir Manga, Alpaslan Özdoğan, Cihan Alptekin et Omer Ayna à Kizildere, et après l’exécution de Deniz Gezmiş, Yusuf Aslan et Hüseyin İnan le 6 mai 1972. Cependant l'organisation reste active durant les années 1970.
Les personnes bénéficiant de l'amnistie politique en 1974, et les cadres du THKO qui n'étaient pas emprisonnés, constituent un comité central temporaire. Après la formation du CCT, des divergences se manifestent. 
La majorité du groupe a développé les politiques préconisées par le Parti communiste chinois et le Parti du travail d'Albanie (puis plus tard seulement par le PTA), et a fondé le Parti communiste révolutionnaire de Turquie (TDKP) en 1978; un autre groupe s'est penché du côté du Parti communiste de l'Union soviétique, et a finalement fondé le Parti travailliste communiste de Turquie (TKEP). Une troisième branche s'est refondu en une Armée de libération du peuple de Turquie - Voie révolutionnaire de Turquie.